# L129A1精確射手步槍
L129A1是一款由路易斯機械與工具公司（LMT）生產的SR-25規格步槍，設計基於LMT LW308MWS。L129A1目前有限地在英軍服役，並將會取代所有手動槍機操作的L96A1及L118A1。

## 歷史
2009年，英軍與其他國家的軍隊一樣在阿富汗遇上5.56 NATO步槍威力及射程不足的問題。因此在12月，英國國防部初步編列150萬英鎊作緊急作戰需求合約（英語：Urgent Operational Requirements）的預算，以尋找一款7.62 NATO口徑，在500-800公尺能有效殺傷的步槍。LMT的LM308MWS在英軍的測試中擊敗了黑克勒-科赫的HK417、FN的SCAR-H、Sabre Defence的XR-10、以及奈特軍械和Oberland Arms的產品，被採用為L129A1，並透過執法國際（英語：Law Enforcement International）進口至英國。每個八人小組將獲分配一把L129A1，當中三人會被訓練使用該步槍。
英國國防部總共採購了440把L129A1。除了作為精確射手步槍，部分L129A1改配上L17A2精確倍率瞄具（Schmidt & Bender 3-12x50）及SureFire抑制器，作為狙擊手支援武器（英語：Sniper Support Weapon，簡稱SSW）使用。

## 設計

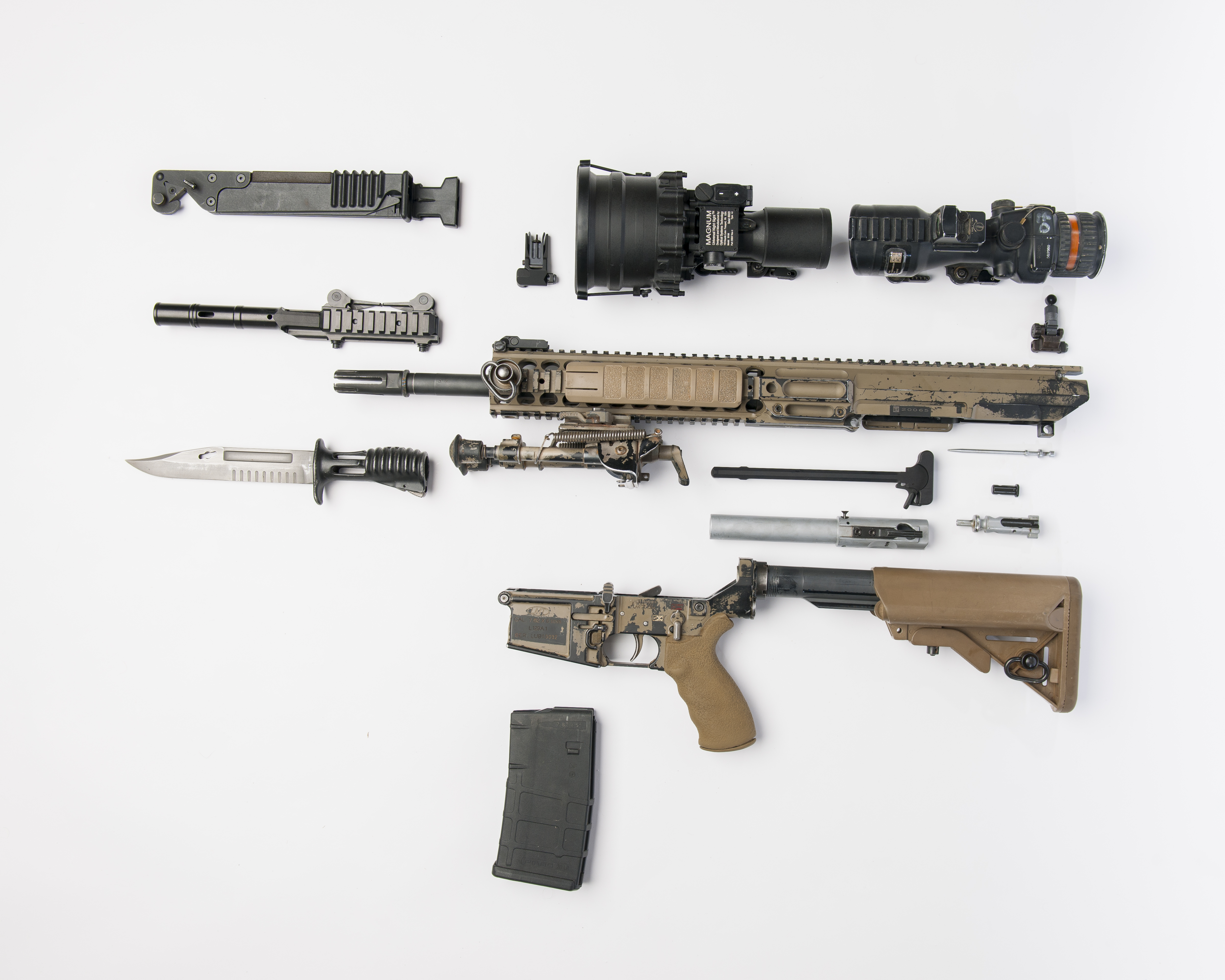
L129A1野戰分解，並展示了其他可用附件

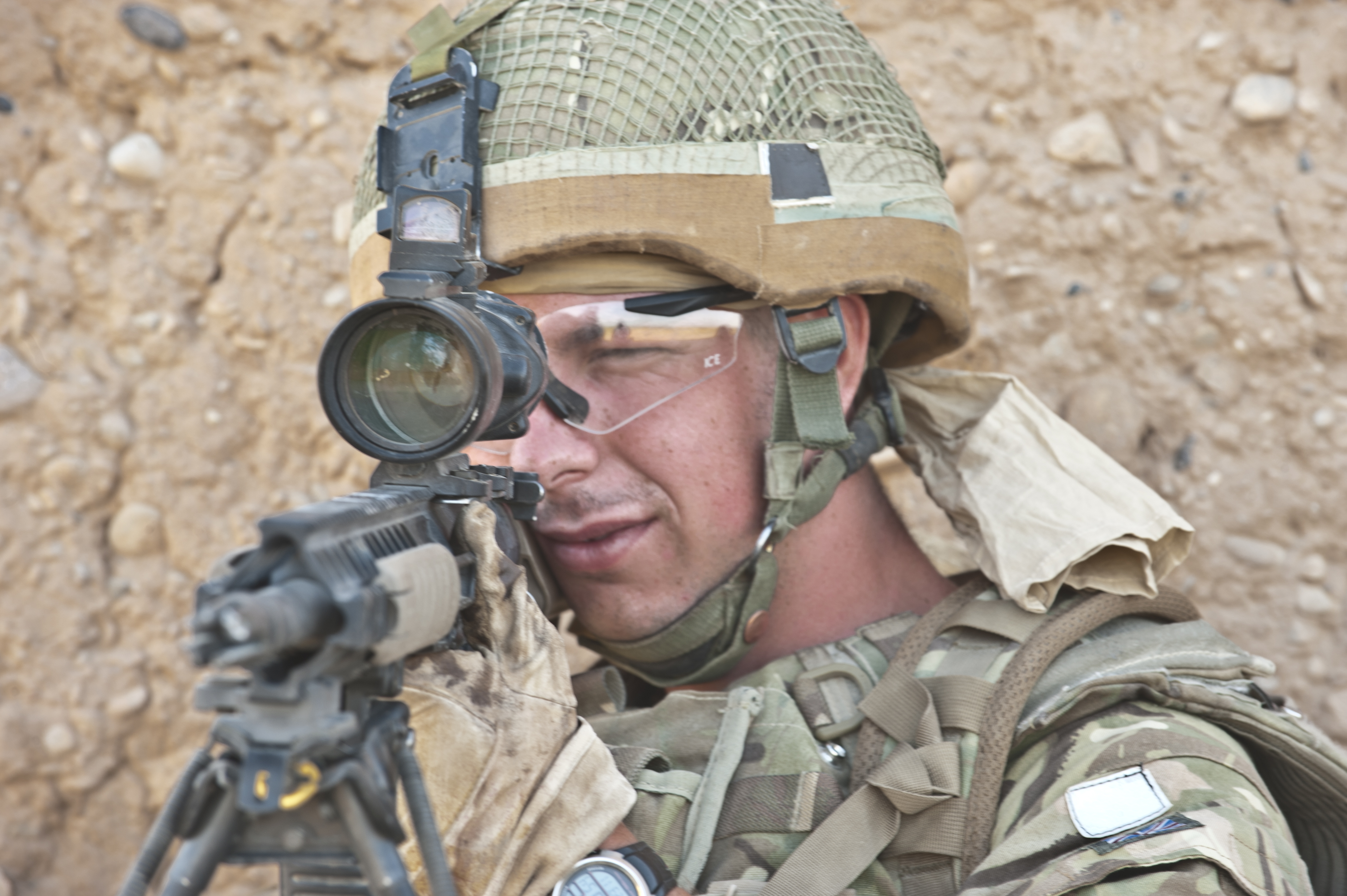
使用L129A1的皇家蘇格蘭兵團第四營士兵

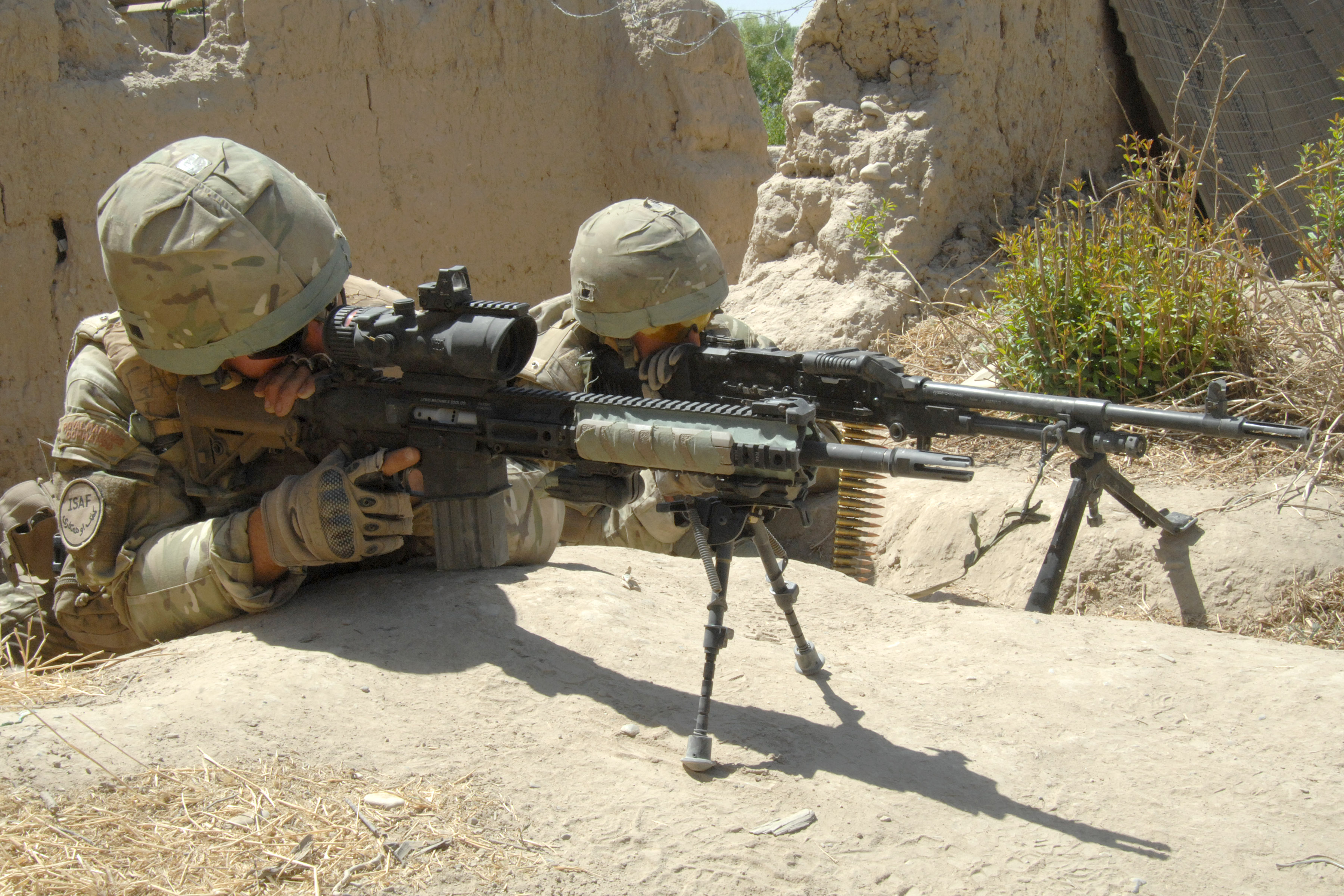
使用L129A1的皇家海軍陸戰隊第40突擊隊士兵

#### 機匣
L129A1的機匣以7075鋁鍛造件加工而成，並分別為308MWS下機匣及CQBMWS一體式上機匣。機匣為獲KAC授權的SR-25規格。上機匣採用了LMT專利的雙螺銷槍管安裝系統。
CQBMWS一體式上機匣的12、3、6、9點鐘方向皆設有MIL-STD-1913導軌，其中頂部為19.25英吋長，左右為9英吋長，底部為7英吋長。護木的頭尾端設有多個QD槍背帶安裝孔。

#### 槍管
L129A1使用16英吋1:11.25纏距的不銹鋼槍管，並配有SureFire FH762K05四叉式消焰器。並以雙螺銷槍管安裝系統固定在上機匣。導氣座以彈簧銷固定在槍管上，並採用了直形導氣管以增加壽命。

#### 槍機組
由於L129A1為早期的LM308MWS，因此採用的為KAC的SR-25槍機組，並為SR-25早期的單退殼挺版本。

#### 槍托及握把
L129A1採用棕褐色的ERGO橡膠包覆握把及LMT SOPMOD槍托，其中槍托可六段式伸縮調節。緩衝管上加上了乾膜潤滑劑，以降低噪音及提高槍托調節順暢度。

#### 操作配件
L129A1基本配有SR-25規格單邊操作配件，並僅有彈匣釋放鈕可雙邊操作，其中左側的彈匣釋放鈕位於彈匣卡榫下方。射擊選擇桿為0（保險）-90（半自動）。

#### 表面處理
L129A1採用黑色陽極氧化處理。

#### 附件
L129A1配有KAC摺疊機械瞄具以及棕褐色導軌蓋板，另外有安裝在MIL-STD-1913導軌，用於安裝L3A1刺刀的刺刀座。
L129A1的配發瞄具為Trijicon ACOG 6x48連RM01的TA648-RMR-UKS，而SSW版本則為Schmidt & Bender 3-12x50精確倍率瞄具。

#### 彈匣
L129A1可使用任何SR-25規格彈匣。英軍初期使用KAC彈匣，後來改為Magpul PMAG 20 LR。

## 衍生型
- L129A1 REF：L129A1民用參考步槍，配置仿照英國採用的L129A1，差別為改用1:10纏距槍管。

## 使用國
| 國家 | 組織     | 描述                                                                                       | 採用型 | 數量 | 資料來源    |
| ---- | -------- | ------------------------------------------------------------------------------------------ | ------ | ---- | ----------- |
| 英国 | 英國軍隊 | 2009年以緊急作戰需求合約採用了LM308MWS為精確射手步槍，命名為「L129A1神槍手步槍」（英語：L129A1 Sharpshooter Rifle） | L129A1 | 440  | [ 1 ] [ 2 ] |

## 資料來源
1. 1 2  Defense Industry Daily staff. . Defense Industry Daily. 2010-06-08  [2021-02-07]. （原始内容存档于2021-03-30） （美国英语）.
2. 1 2  Dan Shea. . Small Arms Defense Journal. 2012-01-11  [2021-02-07]. （原始内容存档于2020-12-10） （美国英语）.
3. ↑  Riehl, F. . AmmoLand.com. 2012-04-25  [2021-02-07]. （原始内容存档于2021-03-02） （美国英语）.
4. ↑  Ian McCollum; N.R. Jenzen-Jones. . Armament Research Services. 2017-03-20  [2021-02-10]. （原始内容存档于2021-01-27） （英国英语）.